# Чжан Гаоли
Чжан Гаоли́ (кит. упр. 张高丽, пиньинь Zhāng Gāolí; род. 1 ноября 1946 года, Фуцзянь) — китайский государственный и партийный деятель, член Постоянного комитета Политбюро (2012—2017), первый вице-премьер Государственного совета КНР (2013—2018). Член Политбюро с 2007 года, в 2007—2012 глава Тяньцзиньского горкома КПК, в 2002—2007 гг. глава парткома КПК пров. Шаньдун.
Член ЦК КПК 16-го созыва, кандидат 15-го созыва. Член Политбюро 17-го созыва, член Постоянного комитета Политбюро 18-го созыва.

## Биография
Родился в уезде Цзиньцзян провинции Фуцзянь, по национальности ханец. Трудовую деятельность начал в августе 1970 года, в декабре 1973 года вступил в КПК. Выпускник экономического факультета Сямэньского университета.
1965—1970 гг. — студент экономического факультета Сямэньского университета.
1970—1977 гг. — рабочий нефтяной компании при Министерстве нефтяной промышленности КНР в г. Маомин провинции Гуандун, секретарь комсомольского комитета компании.
1977—1980 гг. — секретарь партийной ячейки первого цеха нефтеперерабатывающего завода нефтяной компании при Министерстве нефтяной промышленности КНР в г. Маомин провинции Гуандун, заместитель секретаря, секретарь Комитета КПК завода.
1980—1984 гг. — член бюро Комитета КПК нефтяной компании при Министерстве нефтяной промышленности КНР в г. Маомин провинции Гуандун, начальник Отдела планирования, заместитель директора компании.
1984—1985 гг. — заместитель секретаря Комитета КПК г. Маомин провинции Гуандун, директор Маоминской компании нефтяной промышленности при Китайской нефтехимической компании.
1985—1988 гг. — председатель, член партийной группы Экономического комитета Народного правительства провинции Гуандун.
1988—1992 гг. — заместитель председателя Народного правительства провинции Гуандун (в апреле—июле 1990 года учился в Центральной партийной школе при ЦК КПК).
1992—1994 гг. — член бюро Комитета КПК провинция Гуандун, заместитель председателя Народного правительства провинции Гуандун, председатель и член партийной группы Комитета по делам планирования провинции Гуандун.
1994—1997 гг. — член бюро Комитета КПК провинции Гуандун, заместитель председателя Народного правительства провинции Гуандун, глава руководящей группы по планированию и координации развития экономической зоны в дельте реки Чжуцзян.
1997—1998 гг. — член бюро Комитета КПК, заместитель председателя правительства провинции Гуандун, секретарь Комитета КПК г. Шэньчжэнь.
За 1988—1998 годы его работы заместителем председателя правительства провинции Гуандун на посту губернатора Гуандун сменилось три человека.
1998—2000 гг. — заместитель секретаря Комитета КПК провинции Гуандун, секретарь Комитета КПК г. Шэньчжэнь.
2000—2001 гг. — заместитель секретаря Комитета КПК провинции Гуандун, секретарь городского комитета КПК и председатель Постоянного комитета Собрания народных представителей г. Шэньчжэнь.
Секретарём Комитета КПК провинции Гуандун в 1998—2002 годах являлся Ли Чанчунь.
2001—2003 гг. — заместитель секретаря Комитета КПК провинции Шаньдун, исполняющий обязанности председателя правительства провинции Шаньдун, председатель Народного правительства провинции Шаньдун.
2003—2007 гг. — секретарь Комитета КПК провинции Шаньдун и председатель Постоянного комитета Собрания народных представителей провинции Шаньдун.
2007—2012 гг. — член Политбюро ЦК КПК, секретарь Комитета КПК г. Тяньцзинь.
С ноября 2012 года — член Постоянного комитета Политбюро ЦК КПК.
С 15 марта 2013 по 19 марта 2018 года — первый вице-премьер Государственного совета КНР.
Назывался представителем «фракции шанхайцев» в КПК и Цзян Цзэминя, имел расположение и Ху Цзиньтао. Член постоянного комитета президиума 20-го съезда КПК (2022).

## Сексуальный скандал
2 ноября 2021 года известная китайская теннисистка Пэн Шуай поместила сообщение на сайте микроблогов Sina Weibo с обвинениями Чжана Гаоли в изнасилованиях, произошедших более десяти лет назад, а также в 2018-2021 годах. Вскоре после публикации сообщение было удалено китайской цензурой, а сама теннисистка пропала. По сведениям The New York Times, это был первый случай публичного обвинения члена высшего руководства КПК.

## Семья
Супруга Чжана — Кан Цзе, была его коллегой, когда он работал в нефтяной компании при Министерстве нефтяной промышленности КНР в гуандунском городе Маомин. У них есть единственный сын. В настоящее время Кан Цзе на пенсии, а их сын после окончания военной академии поступил на службу в низовое подразделение НОАК, он заместитель командира роты.

## Награды
- Орден Дружбы (Россия, 25 мая 2017 года) — за большой вклад в укрепление сотрудничества с Российской Федерацией[10]. Вручён премьер-министром России Дмитрием Медведевым во время визита в Китай[11].